# Frode Rydgaard
Frode Rydgaard (født 13. juli 1890 i København, død 3. april 1975) var en dansk overkirurg og frimurer. Han var Ridder af 1. grad af Dannebrog og var endvidere tildelt flere udenlandske ordener. Han blev optaget i Kraks Blå Bog.
Han var søn af redaktionssekretær Harald Hansen (død 1895) og hustru Manna f. Hansen (død 1912), blev student 1907 og tog medicinsk eksamen 1914. Rydgaard var reservelæge i Hæren 1914-15, forrettede kandidattjeneste ved Rigshospitalet og Københavns Amtssygehus samt andre københavnske hospitaler 1914-17, var reservelæge ved professor Thorkild Rovsings klinik 1917-18, blev klinisk assistent ved Rigshospitalets kirurgiske afd. C 1918-20, 2. reservekirurg sammesteds 1920-21 og 1. reservekirurg 1921-24. Han fik specialistanerkendelse (kirurgiske sygdomme, særlig nyre- og blæresygdomme) 1924 og (kirurgiske kvindesygdomme) 1929, var lærer ved Rigshospitalets sygeplejeelevskole 1921-26, læge ved Det Østasiatiske Kompagni 1935-69 og samtidig overkirurg ved Sankt Elisabeths Hospital i Sundby 1924-62.
Frode Rydgaard var formand for bestyrelsen for Foreningen af Læger ved katolske Hospitaler i Danmark 1947-62, formand for Handelsministeriets permanente udvalg til udgivelse af Lægebog for søfarende 1948-60 og Den Danske Frimurerordens formand (højeste styrer) 1949-73.
Rydgaard skrev en række videnskabelige arbejder overvejende om urinvejenes kirurgiske sygdomme og om galdestenssygdomme samt en del medicinsk-populære artikler. Han var redaktør af og medarbejder ved Haandbog og Lærebog for Sygeplejersker; redaktør af og medarbejder ved Vore Sygdomme og redaktør af og medarbejder ved Lægebog for Søfarende.
Han blev gift 1. december 1917 med Ellen Ømann (født 7. oktober 1889 i København).
Frode fik mange børn, blandt dem Inger Korsgaard, som blev gift med civilingeniør Vagn Korsgaard (død: maj 2012)